# Juliette Mayniel
Juliette Mayniel (n. 22 ianuarie 1936, Saint-Hippolyte, Midi-Pyrénées, Franța – d. 21 iulie 2023, San Miguel de Allende, Guanajuato, Mexic) a fost o actriță franceză.

## Biografie
A fost fiica unor țărani francezi. Mayniel a crescut într-un sat izolat, iar casa de la țară a părinților ei a devenit cartierul general al Aliaților în timpul celui de-Al Doilea Război Mondial.
Debutul ei în domeniul lungmetrajelor a fost în cadrul Les Cousins. Regizorul și producătorul filmului, Claude Chabrol, scrie în autobiografia sa că a descoperit-o într-un film publicitar pentru săpun.
Mayniel a murit pe 21 iulie 2023, la vârsta de 87 de ani.

## Filmografie
- Les Cousins (1959)
- Chermesa (1960)
- Ochi fără față (1960)
- Calul Troian (1961)
- Landru (1963)
- Ophelia (1963)
- Pentru că, din cauza unei femei (1963)
- Iubiri periculoase (1964)
- Asasinat în Roma (1965)
- Odiseea (miniserial, 1968)
- Ascultă, să facem dragoste (1969)
- Piedone – comisarul fără armă (1973)
- Umbra pătată de sânge (1978)